# Gliese 433
Gliese 433, abbreviata comunemente anche come GJ 433, è una nana rossa visibile nella costellazione dell'Idra. Dista circa 29,5 anni luce dal sistema solare.
Attorno ad essa orbitano tre pianeti extrasolari, scoperti nel 2009, nel 2012 e nel 2020, tutti con il metodo delle velocità radiali.

## Osservazione
Gliese 433 è una stella dell'emisfero australe, ma la sua posizione in prossimità dell'equatore celeste le consente di essere scorta da quasi tutte le regioni della Terra, ad eccezione delle zone più a nord della latitudine 58°N. D'altra parte questa vicinanza all'equatore celeste fa sì che essa sia circumpolare solo nel continente antartico. Essendo di magnitudine +9,8, non è osservabile ad occhio nudo. Visivamente, appare vicina alla stella ξ Hydrae.
Il periodo migliore per la sua osservazione ricade nei mesi primaverili dell'emisfero boreale, che equivale alla stagione autunnale dell'emisfero australe.

## Caratteristiche fisiche
Gliese 433 è una nana rossa della sequenza principale di classe spettrale M2 V, molto più piccola e meno luminosa del Sole. 
Possiede infatti una massa pari circa la metà di quella solare. La sua luminostà invece è appena il 3,4% di quella solare.
Il sistema si sta allontanando dal nostro sistema solare, avendo una velocità radiale positiva.
Ad appena 1,7 anni luce di distanza è presente il sistema binario Gliese 432. Inoltre, a 4,4 anni luce è presente un secondo sistema binario, Gliese 442.

## Sistema planetario

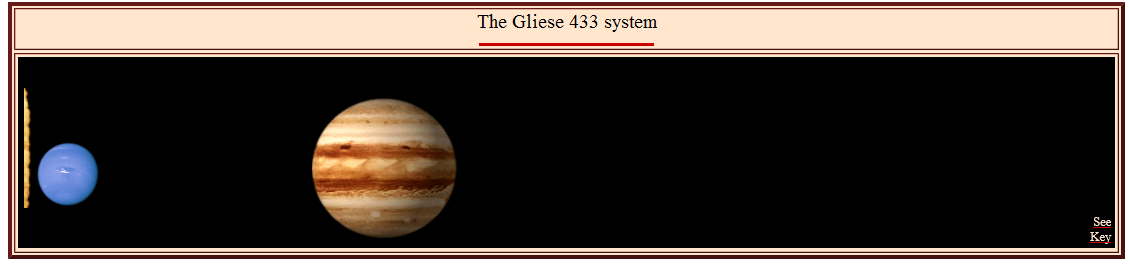
Rappresentazione schematica del sistema di GJ 433, con l'indicazione della posizione dei pianeti.

Attorno a Gliese 433 orbitano due pianeti, scoperti nel 2009 e nel 2012 con il metodo delle velocità radiali. Il più vicino alla stella, Gliese 433 b, completa un'orbita in circa sette giorni e mezzo, ad una distanza media pari a circa 23,35 volte quella che separa la Terra dalla Luna. Con una massa minima superiore a cinque volte quella della Terra, potrebbe essere una super Terra. Un gigante gassoso, con una massa pari a 0,14 MJ (pari a 44,5 masse terrestri), orbita attorno alla stella in circa 13 anni.
La scoperta dei due pianeti è stata confermata nel 2014.
Nel gennaio 2020 è stato scoperto un terzo pianeta, posto a una distanza intermedia tra b e c, con un periodo orbitale di 36 giorni. Ha una massa minima di circa 5 M⊕ e potrebbe essere una super Terra o un nano gassoso, poiché non essendo noto il raggio e la sua massa reale la sua densità rimane sconosciuta. Nello stesso studio sono stati anche rivisti alcuni parametri degli altri due pianeti già noti, in particolare il pianeta c appare meno massiccio che in precedenza, circa 30 volte la massa terrestre, e più distante dalla stella, a circa 4,7 UA.

### Abitabilità planetaria
Gliese 433 b, il pianeta più interno, riceve 10 volte la radiazione che riceve la Terra dal Sole, e sarebbe troppo caldo per sostenere acqua liquida in superficie, al contrario, il terzo pianeta, un gigante gassoso che orbita a grande distanza dalla stella, è ben oltre la frost line e sarebbe troppo freddo. Il pianeta intermedio invece, Gliese 433 d, pare invece situato nella zona abitabile della stella, con una temperatura di equilibrio stimata di circa 250-260 K, ipotizzando un'albedo simile a quella terrestre.

### Prospetto del sistema
Segue un prospetto dei componenti del sistema planetario di Gliese 433, in ordine di distanza dalla stella.
| Pianeta | Tipo            | Massa               | Periodo orb.           | Sem. maggiore | Eccentricità    | Scoperta |
| ------- | --------------- | ------------------- | ---------------------- | ------------- | --------------- | -------- |
| b       | super Terra     | >5,94 M⊕            | 7,37 giorni            | 0,062 UA      | 0,02±0,03       | 2009     |
| d       | super Terra     | >4,94+2,52 −1,72 M⊕ | 36,05 giorni           | 0,178 UA      | 0,03+0,16 −0,02 | 2020     |
| c       | gigante gassoso | >28,8±10,4 M⊕       | 4874+1796 −1035 giorni | 4,692 UA      | 0,21+0,08 −0,21 | 2012     |